# Епитаксия
Епитаксия е ориентираната кристализация на едно вещество върху повърхността на монокристална подложка от друго вещество, по такъв начин, че неговата кристална решетка е идентична с тази на подложката. Епитаксията е основен технологичен процес в производството на полупроводници и интегрални схеми. Благодарение на нея се получават много тънки хомогенни кристални слоеве (10 – 20 μm).
За нуждите на епитаксията обикновено се използва монокристална подложка от силиций, която се излага на поток от водород, съдържащ па̀ри на халогенно съединение на силиция, например SiCl4. При достатъчно висока температура (най-малко 1200°) протича реакция, при която върху повърхността на подложката се отлага чист силиций със същата кристалографска ориентация.
Когато е необходимо епитаксиалният слой на полупроводника да притежава различна проводимост от тази на подложката, към па̀рите на SiCl4 се прибавят па̀ри на други халогенни съединения: например на бора (BCl3) за p-проводимост или на фосфора (PCl3) за n-проводимост.